# Rádzsgír
Rádzsgír (hindi nyelven: राजगीर szanszkrit nyelven: राजगृह, angolul: Rajgir) város ÉK-Indiában, Bihár államban, Patnától kb. 100 km-re DK-re. Lakossága 42 ezer fő volt 2011-ben. 
Dzsaina és buddhista zarándokhely. Mahavira és Gautama Buddha hónapokat töltött itt meditációval és prédikálással. 
A város látképét meghatározza a Ratnagiri-hegyen a japánok által épített Visva Sánti sztúpa látványa. Innen egy ösvény vezet a buddhisták által tisztelt Gridhrakúta-hegyre. Két sziklába vágott barlang van itt, ahová Buddha visszavonult, s beszédei közül is kettőt ezen a hegyen tartott. A buddhista művészetben gyakran ábrázolt jelenetnek, amikor Buddha megfékez egy vad elefántot, szintén Rádzsgír volt a helyszíne. 
A Gridhrakúta-hegytől nyugatra, a Vaibhava-hegy lábánál, a kénes hőforrásokba merülők tömegei keresnek gyógyulást. A hegy tetején van a híres Szaptaparní-barlang, ahol az első buddhista tanácskozás röviddel Buddha halála után összeült, hogy tanításait lejegyezze. 
Rádzsgír egykor az ókori Magadha Birodalom fővárosa volt. Bimbiszára király Buddha követőjévé vált. Az általa épített terméskő fal még mindig látható a város környéki hegyeken. 

## Galéria

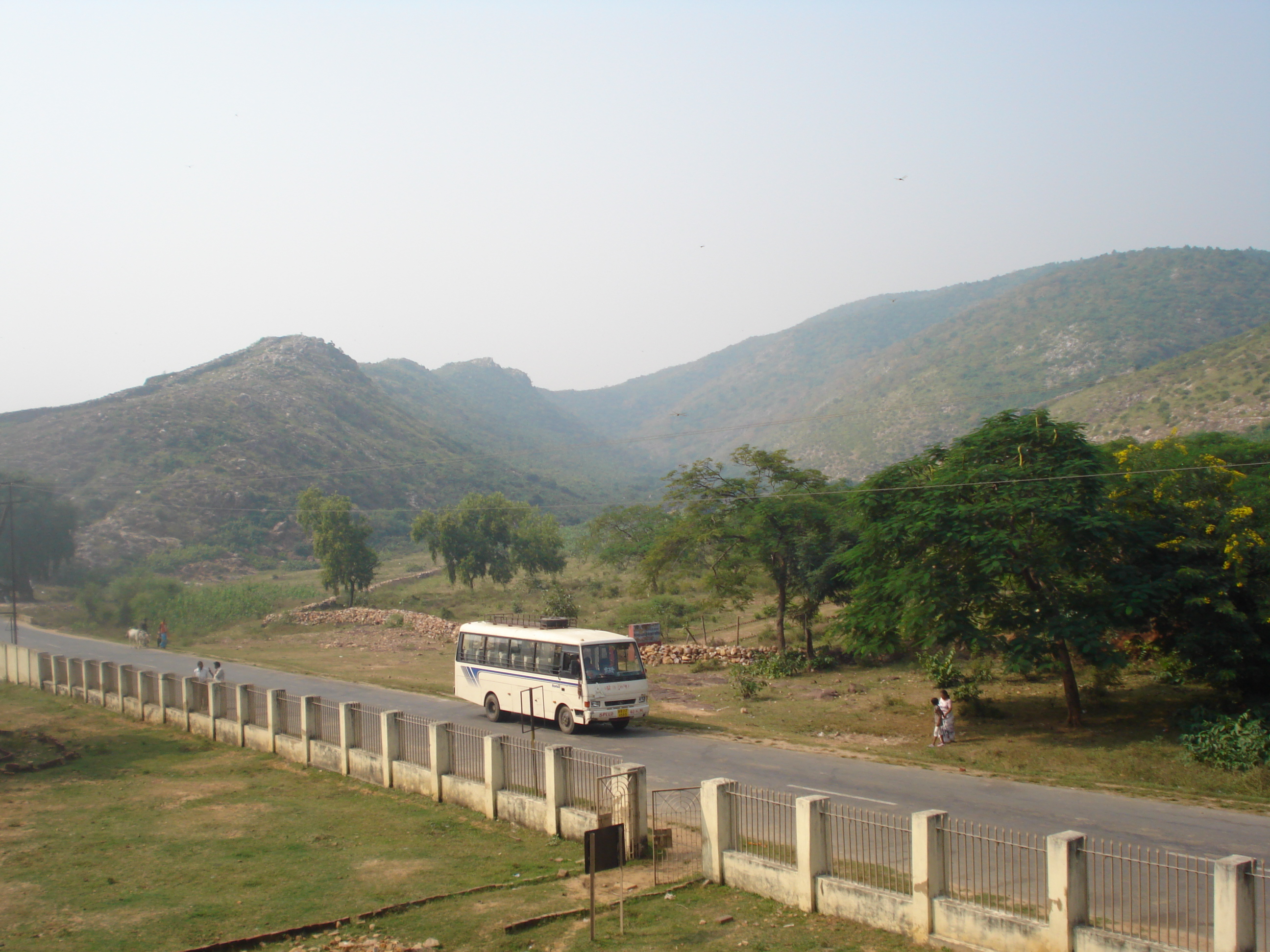
Rádzsgír környéki hegyek
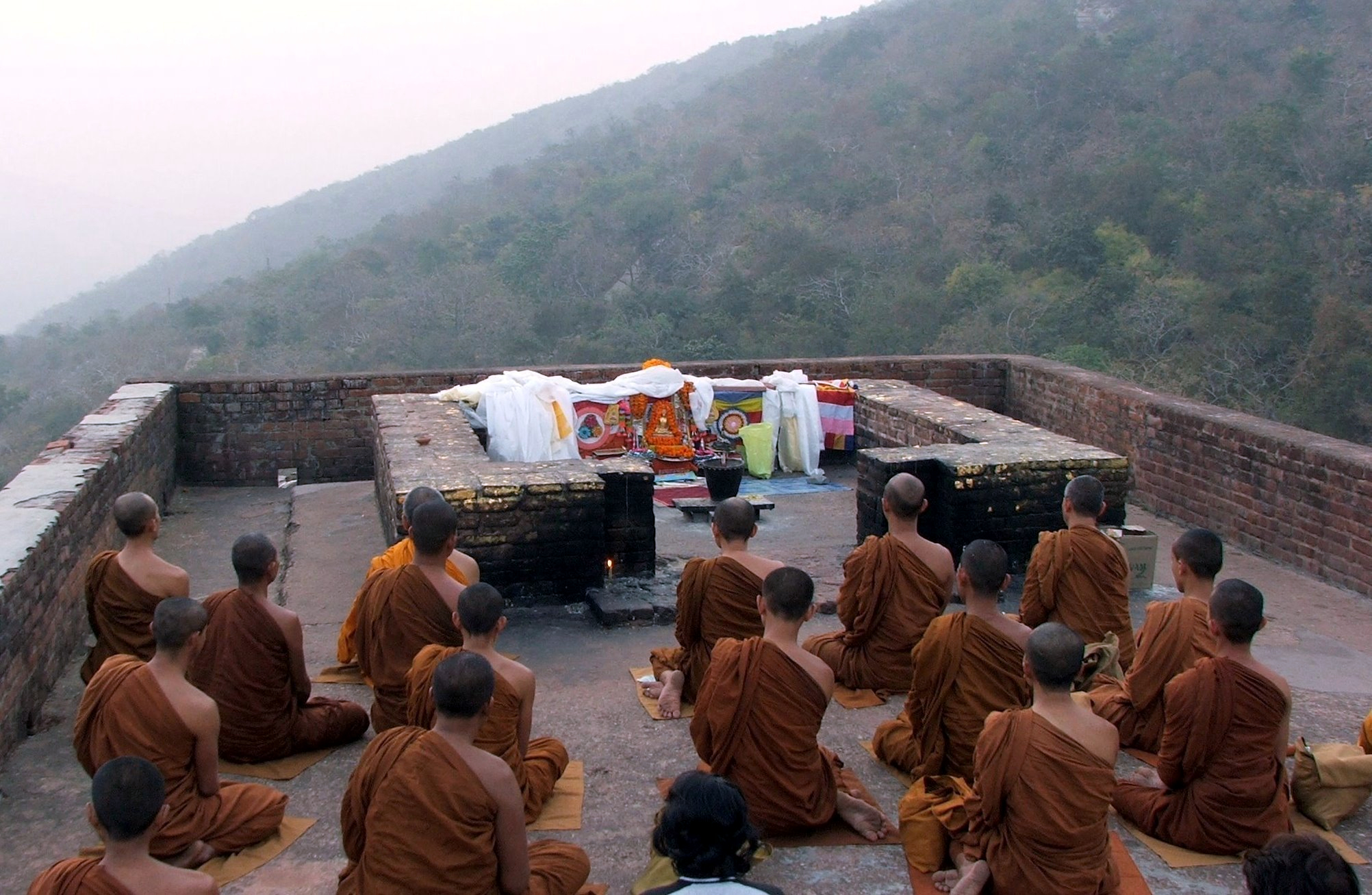
Buddhista szerzetesek meditálnak
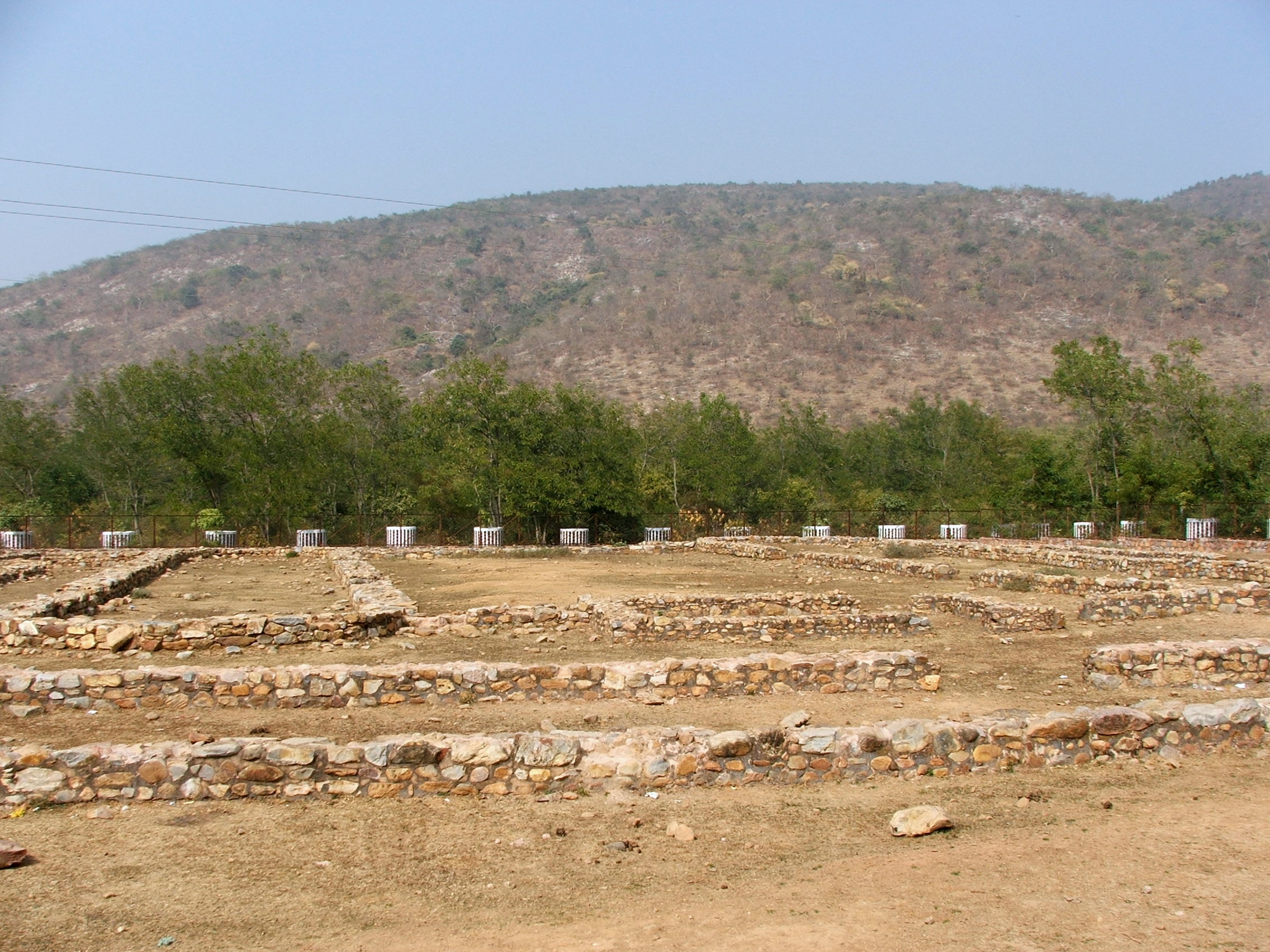
Egy kolostor romjai
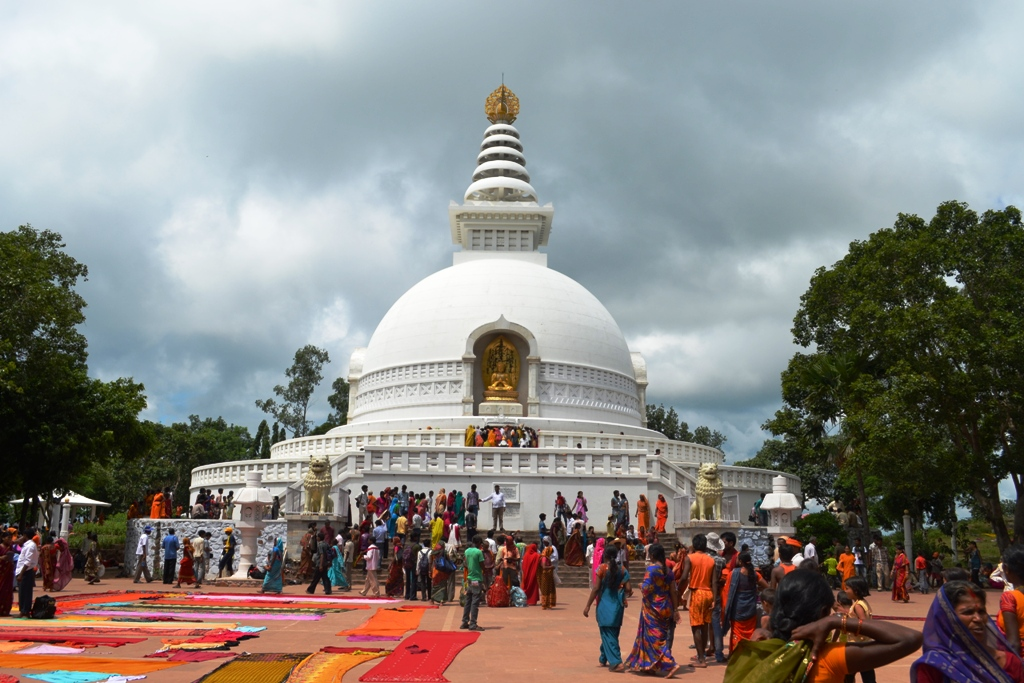
Visva Sánti-sztúpa

## Fordítás
Ez a szócikk részben vagy egészben  a   Rajgir című angol Wikipédia-szócikk fordításán alapul.  Az eredeti cikk szerkesztőit annak laptörténete sorolja fel. Ez a jelzés csupán a megfogalmazás eredetét és a szerzői jogokat jelzi, nem szolgál a cikkben szereplő információk forrásmegjelöléseként.